# Scopula habilis
Scopula habilis là một loài bướm đêm trong họ Geometridae.